# Bầu cử ở Nga
Ở cấp độ liên bang, người Nga bầu ra tổng thống lên làm nguyên thủ quốc gia và nghị viện, một trong hai viện của Quốc hội Liên bang. Tổng thống nhiều nhất chỉ có hai nhiệm kỳ sáu năm liên tiếp do người dân bầu lên (tăng lên từ bốn năm kể từ tháng 12/2008). Quốc hội Liên bang (Federalnoe Sobranie) có hai viện. Duma Quốc gia (Gosudarstvennaja Duma) có 450 thành viên, được bầu lên với nhiệm kỳ năm năm (trước tháng 12/2008 là bốn năm). Hội đồng Liên bang (Sovet Federatsii) không được bầu trực tiếp; mỗi chủ thể trong số 85 chủ thể liên bang của Nga cử 2 đại biểu vào Hội đồng Liên bang, với tổng số 170 thành viên.
Kể từ năm 1990, đã có bảy cuộc bầu cử tổng thống và bảy cuộc bầu cử vào quốc hội (nghị viện). Trong bảy cuộc bầu cử tổng thống, chỉ có một lần, vào năm 1996, cần phải tổ chức vòng bầu cử thứ hai. Đã có ba tổng thống, với Boris Yeltsin được bầu vào năm 1991 và 1996, Vladimir Putin vào năm 2000, 2004, 2012 và 2018 và Dmitry Medvedev vào năm 2008. Ứng cử viên Cộng sản (của Đảng Cộng sản Liên Xô hoặc Đảng Cộng sản Liên bang Nga) đã về nhì trong mọi cuộc bầu cử này: Nikolai Ryzhkov năm 1991, Gennady Zyuganov năm 1996, 2000 và 2008 và 2011, Nikolay Kharitonov năm 2004 và Pavel Grudinin vào năm 2018. Chỉ trong năm 1996 mới có ứng cử viên thứ ba giành được hơn 10% số phiếu trong vòng đầu tiên, Alexander Lebed.
Trong các cuộc bầu cử vào nghị viện, Đảng Cộng sản là đảng lớn nhất trong các cuộc bầu cử năm 1995 và 1999, lần lượt nhận được 35% và 24% số phiếu bầu. Đảng Dân chủ Tự do Nga đã chiếm từ 5 đến 15% số phiếu bầu, và đảng Yabloko đã giành được 10% số phiếu bầu vào năm 1995 và khoảng 5% trong ba cuộc bầu cử còn lại. Các đảng khác đạt được hơn 10% số phiếu bầu duy nhất chỉ có đảng Sự lựa chọn Dân chủ của Nga với 16% vào năm 1993, Ngôi nhà của Ta – Nga nhận được 12% vào năm 1995 và, vào năm 1999, đảng Thống nhất nhận được 23%, đảng Tổ quốc – Toàn nước Nga nhận được 13% và đảng Phái Đại biểu Nhân dân nhận được 15%. Đảng Nước Nga Thống nhất, một liên minh giữa đảng Thống nhất và đảng Tổ quốc – Toàn nước Nga, trở thành đảng lớn nhất với 38% phiếu bầu vào năm 2003.
Các cuộc bầu cử ở Nga không được tự do và công bằng dưới thời Putin. Các đối thủ chính trị bị bỏ tù và trấn áp, các phương tiện truyền thông độc lập bị đe dọa và đàn áp, và xảy ra gian lận bầu cử tràn lan. Các nhà khoa học chính trị mô tả hệ thống chính trị của Nga là "chủ nghĩa chuyên chế cạnh tranh", hoặc một chế độ lai, vì nó kết hợp các thể chế chính trị chuyên chế và dân chủ.